# Alexei Filippenko
Alexei Vladimir Filippenko, detto Alex (Oakland, 25 luglio 1958), è un astronomo statunitense.
Professore di astronomia all'Università della California - Berkeley. È stato presidente della Società Astronomica del Pacifico
dal 2001 al 2003. Filippenko è membro della Unione Astronomica Internazionale e partecipa ai lavori della Sezione XII nella Commissione 6 e nella Sezione VIII nelle Commissioni 28 e 47.

## Studi
Di origine ucraina, Filippenko si è diplomato presso la Dos Pueblos High School, in Goleta California. Nel 1979, all'Università della California, Santa Barbara, ricevette un Bachelor of Arts in fisica.
Nel 1984 all'università della California Institute of Technology fece un dottorato di ricerca in astronomia. Le sue ricerche sono indirizzate specificatamente nello studio delle galassie attive e le supernove nello spettro visibile, nell'ultravioletto e nell'infrarosso. Ha studiato argomenti nuovi e poco conosciuti come l'energia oscura, ed è un sostenitore della teoria fisica del Big Freeze. Filippenko ha fatto infatti parte del team di Saul Perlmutter, Brian P. Schmidt e Adam Riess, che scoprì l'esistenza dell'energia oscura nel periodo 1990-98, rivoluzionando la cosmologia moderna.

## Ricerche
Dal 1993 al 2008 ha coscoperto 32 supernove, ne ha coscoperte molte altre come membro dei progetti Supernova Cosmology Project e High-z Supernova Search Team; quest'ultimo studia l'accelerazione e l'espansione dell'universo.
Filippenko gestisce il Katzman Automatic Imaging Telescope (KAIT), telescopio automatizzato, con l'obiettivo di osservare le supernove.
Egli è membro del Nuker Team, che utilizza il telescopio spaziale Hubble al fine di esaminare i buchi neri supermassicci e determinare il rapporto tra la massa del buco nero centrale di una galassia e la dispersione di velocità.
La Thompson-Reuters ha classificato Filippenko come il ricercatore più citato del decennio 1996/2006 nell'ambito delle scienze spaziali.

## Media
Filippenko, insieme all'astronoma statunitense Amy Mainzer e altri, partecipa alla serie La storia dell'universo del canale History Channel, in Italia in onda in chiaro su Focus, come divulgatore scientifico. Partecipa altresì ad altri documentari dello stesso canale e della BBC, tra cui Come funziona l'universo?.

## Onorificenze
- Nel 1991 ha ricevuto il Noyce Prize[9].
- Nel 1992 gli è stato assegnato il prestigioso premio, Newton Lacy Pierce Prize in Astronomy[10].
- Nel 1997 gli è stato assegnato il R.M. Petrie Prize Lecture[11]
- Nel 2000 il Guggenheim Fellowship.
- Nel 2004 il premio Carl Sagan per la divulgazione scientifica al Wonderfest.
- Nel 2006 gli è stato assegnato il Professor of the Year Award[12].
- Nel 2009 è stato eletto al National Academy of Sciences.
- Nel 2010 gli è stato assegnato il Richard H. Emmons Award[13].

Ha ricevuto numerosi riconoscimenti per il suo insegnamento universitario. Gli studenti dell'università di Berkeley lo hanno votato per nove volte come miglior professore nel campus.